# Nkurenkuru
Nkurenkuru (em tempos designada por de Kuring-Kuru) é uma cidade da Namíbia situada a 1 093 m de altitude, na margem sudoeste do Rio Cubango, 140 km a oeste de Rundu, Região de Kavango, na fronteira Angola-Namíbia. Nkurenkuru tem uma população de cerca de 7 650 habitantes e foi a capital dos reis Uukwangali até 1936, sendo ao tempo o principal povoado da região, papel que perdeu para Rundu.